# Ambasmestas
Ambasmestas es una localidad del municipio de Vega de Valcarce en la comarca de El Bierzo, provincia de León, Comunidad Autónoma de Castilla y León, España.
Su nombre oficial, en gallego, en su traducción al castellano, puede concluirse como mezcla de aguas, similar a otros pueblos llamados "Trambasaugas" al confluir en sus lindes las aguas de los ríos Valcarce y Balboa.
Se encuentra situada en el Camino de Santiago, es lugar de paso de la Nacional VI y de la autovía A-6 Madrid-La Coruña.
La iglesia de la localidad está dedicada a San Pedro Apóstol.
Sus términos lindan con los pueblos de Vega de Valcarce (capital municipal), La Portela de Valcarce y Soto Gayoso.